# Albert Luthuli Local Municipality
Albert Luthuli bzw. Chief Albert Luthuli (englisch Chief Albert Luthuli Local Municipality) ist eine Lokalgemeinde im Distrikt Gert Sibande der südafrikanischen Provinz Mpumalanga. Der Sitz der Gemeindeverwaltung befindet sich in Carolina. Bürgermeister ist Pitoli Dan Nkosi.
Die Gemeinde ist nach Albert John Mvumbi Luthuli (1898–1967) benannt. Luthuli war Stammesführer der Zulu, Lehrer und Religionsführer und von 1952 bis 1967 Präsident des African National Congress (ANC). 1960 erhielt er als erster Afrikaner den Friedensnobelpreis.

## Städte und Orte
| - Badplaas (eManzana) - Bettysgoed - Carolina - Diepdale - Diepgezet - Dundonald - Eerstehoek - Ekulindeni | - Empuluzi - Elukwatini - Hartebeeskop - Lochiel - Manaar - Moddergat - Mooiplaas - Steynsdorp | - Tjakastad |

## Bevölkerung
Einwohnerzahlen nach Volkszählung 2011.
Bevölkerungsgruppen:
| Bevölkerungsgruppe | Anzahl  | Anteil  |
| ------------------ | ------- | ------- |
| Black African      | 181.531 | 97,59 % |
| Weiße              | 2.938   | 1,58 %  |
| Inder oder Asiaten | 755     | 0,41 %  |
| Coloured           | 434     | 0,23 %  |
| andere             | 353     | 0,19 %  |

Sprachen:
| Sprache         | Einwohner | %       |
| --------------- | --------- | ------- |
| Siswati         | 105.353   | 57,03 % |
| isiZulu         | 64.296    | 34,81 % |
| Englisch        | 3.772     | 2,04 %  |
| Afrikaans       | 3.020     | 1,63 %  |
| isiNdebele      | 2.663     | 1,44 %  |
| Sonstige        | 1.264     | 0,68 %  |
| Xitsonga        | 1.104     | 0,60 %  |
| Sesotho         | 804       | 0,44 %  |
| Sepedi          | 754       | 0,41 %  |
| Setswana        | 466       | 0,25 %  |
| Gebärdensprache | 438       | 0,24 %  |
| isiXhosa        | 427       | 0,23 %  |
| Tshivenda       | 370       | 0,20 %  |
| unbekannt       | 1280      |         |

## Naturschutzgebiete
- Nooitgedacht Dam Nature Reserve
- Songimvelo Nature Reserve